# 2004 PB112
2004 PB112, eller (184212) 2004 PB112, är en småplanet i en långsträckt omloppsbana utanför Neptunus omloppsbana. Den upptäcktes 13 augusti 2004 av den amerikanske astronomen Marc W. Buie vid Cerro Tololo Inter-American Observatory.
Det finns ett par alternativa klassificeringar av den omloppsbana 2004 PB112 uppvisar, båda faller dock tillbaka på den som ett Transneptunskt objekt. Minor Planet Center listar den bland Scattered disc objects och Centaurer. Johnstonsarchive.net listar dem som Scattered disc medan Brett J. Gladman listar den som 4:27-banresonant med Neptunus. Småplaneten befinner sig därmed i en stabil omloppbana där den gör fyra varv runt solen medan Neptunus gör 27.